# Claudine Aoun
Pour les articles homonymes, voir Aoun.
 (septembre 2022).
 (septembre 2022).
Si vous disposez d'ouvrages ou d'articles de référence ou si vous connaissez des sites web de qualité traitant du thème abordé ici, merci de compléter l'article en donnant les références utiles à sa vérifiabilité et en les liant à la section « Notes et références ».
Claudine Aoun, en arabe : كلودين عون, est une femme politique libanaise, militante pour les droits des femmes.

## Biographie
Titulaire d’un master en études Cinématographiques et Audiovisuelles de l'Université de la  Sorbonne à Paris, Claudine Aoun est présidente de la commission nationale des femmes libanaises depuis 2017. Elle prône la parité des sexes dans les politiques publiques en appliquant par exemple un quota féminin. Elle œuvre afin de rendre les femmes plus indépendantes et plus autonomes et surtout, elle souhaite les intégrer à la vie sociétale, garantir et protéger leurs droits. Elle modifie ainsi le Code du Travail et celui de la Sécurité Sociale pour fournir une plus grande protection aux femmes. 
Membre du Conseil fondateur du Courant patriotique libre (FPM) de 2005 à 2009, elle occupe les fonctions de Conseillère politique ainsi que de directrice de Cabinet du Président Général Michel Aoun. 
En 2019 ainsi qu’en 2021, Claudine Aoun est Présidente du Conseil supérieur de l’Organisation de la Femme arabe et se bat contre toute forme de discrimination. Elle lutte également contre la violence domestique et le harcèlement sexuel.
Elle crée la société de communication Clémentine SAL dans laquelle elle vend des services de publicité. C’est également une activiste écologique : elle travaille sur la protection des oiseaux migrateurs, la préservation de l’environnement et l’hygiène publique,.
Elle reçoit le prix de l’entrepreneure des affaires par le magazine Forbes Moyen-Orient pour sa contribution dans le domaine économique au Liban durant la dernière décennie.

### Vie privée
Elle est la fille du président libanais Michel Aoun et a deux sœurs. Mariée au général et député Chamel Roukoz, elle est mère de cinq enfants,. En août 2022, son divorce avec Roukoz est annoncé,.